# Legião Negra

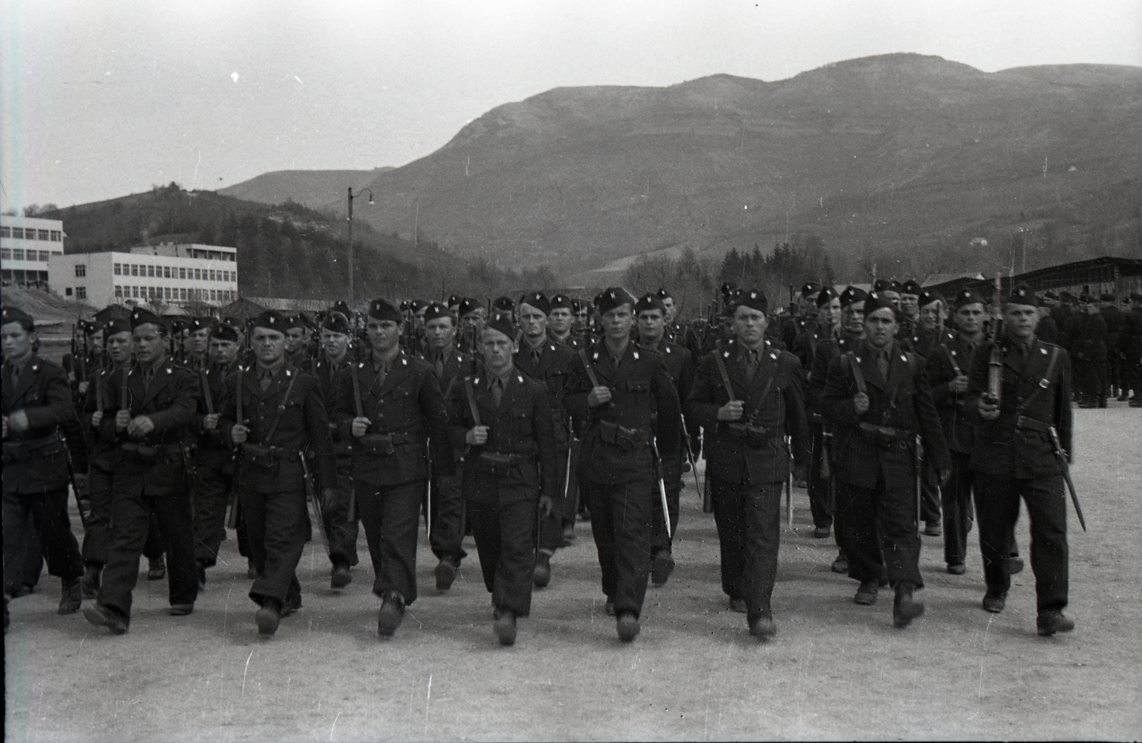
A Legião Negra

A Legião Negra (em croata: Crna Legija) foi uma unidade paramilitar de elite do Estado Independente da Croácia fundada no outono de 1941, famosa por seus crimes contra a população civil; ativa durante a Segunda Guerra Mundial na Iugoslávia e, mais tarde incorporada à  5ª Divisão das Forças Armadas Croatas em dezembro de 1944. 
A legião foi criada perto do final de 1941 e consistiu basicamente de refugiados muçulmanos e croatas da Bósnia Oriental, onde grandes massacres foram realizados pelos Chetniks e em um pequeno grau pelos partisans iugoslavos.  Tornou-se conhecida por sua luta contra os Chetniks e partisans, e pelos massacres contra a população civil sérvia.  Os comandantes da legião eram o Coronel Jure Francetić e o Major Rafael Boban e continha entre 1.000 e 1.500 homens .

## História
A Legião Negra foi criada em setembro de 1941, teoricamente para proteger a fronteira leste do Estado Independente da Croácia da infiltração dos Partisans iugoslavos e os grupos Chetniks. Na prática, as atividades da unidade consistiram na expulsão da população não-croata através do terror e do extermínio da população sérvia na Bósnia. Recebeu esta denominação devido a cor de seu uniforme, supostamente, devido aos seus membros iniciais serem jovens muçulmanos, cujos pais tinham sido assassinados pelos Chetniks e Partisans, porém na verdade escolhida por ser a única cor de tecido que estava disponível para os uniformes.
Obcecada com a morte, a unidade era um esquadrão de assassinos .
Temida por suas vítimas e elogiada pela propaganda Ustasha, a unidade era formada principalmente por jovens, muitos com idade inferior a 18 anos.  O seu líder, Jure Francetic, foi morto em combate em dezembro de 1942, tornando-se um herói para seus apoiantes .